# Kannenorden

Wappen von Conrad Grünenberg; li. oben unter dem Kreuz Signum des Kannenordens

Der aragonische Kannenorden (spanisch Orden de la Terraza, ursprünglich spanisch Orden de la Jarra y el Grifo ‚Orden der Kanne und der Greif‘, auch Orden vom Liliengefäß) war ein Ritterorden, der 1403 von Ferdinand von Aragon während der Kämpfe mit den Mauren gestiftet wurde.
Er soll als Orden der heiligen Maria von der Lilie bereits 1048 von Garcia IV. von Navarra nach seiner Genesung von einer schweren Krankheit mit 30 Rittern aus Biscaya, Navarra und Kastilien gegründet worden sein. Gedacht war der Orden zur Bekämpfung der Mauren. Der Orden erlosch bald.
Das Ordenszeichen war eine goldene Kanne mit drei hervorbrechenden Lilien – die drei Lilien galten als das Bild der Reinheit der Gottesmutter –, sowie ein unter einem Marienbild mit Mandorla hängender goldener Greif, der das Spruchband mit der spanischen Ordensdevise „por so amor“ (= „aus Liebe zu ihr“) in seinen Fängen hält (siehe nebenstehende Abb.). An Samstagen und Marienfesten legten die Ordensmitglieder eine weiße Schärpe mit dem Ordensinsignie an.

## Fundstellen

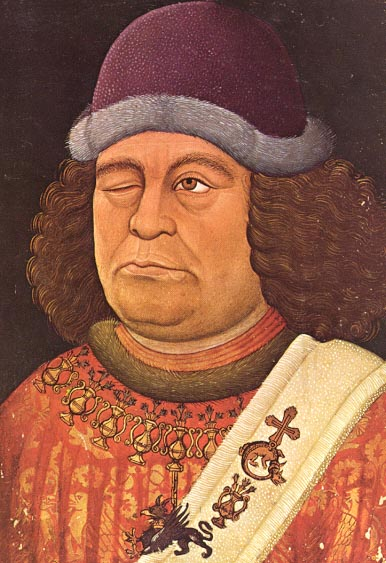
Oswald von Wolkenstein mit dem Insigne des Kannenordens unter dem des Drachenordens

Der Kannenorden genoss in Österreich ein hohes Ansehen. Neben Oswald von Wolkenstein waren auch die Kaiser Sigismund, Friedrich III. und Maximilian I. Träger des Ordens.
- Im Stadtmuseum Wels befindet sich die Grabplatte des Vogt zu Wels, Christoph von Hohenfeld (1431–1496). Diese Platte trägt den Brandenburgischen Schwanenorden, den aragonischen Kannenorden und den Schwertorden von Zypern.[2]
- Das Wappen des Ritters Florian Waldauf von Waldenstein und seiner Gattin Barbara Mitterhofer aus Hall in Tirol ziert der Orden. Ein Holzschnitt von Albrecht Dürer zeigt neben dem Brandenburgischen Schwanenorden auch die Zeichen des Aragonesischen Kannenordens.[2]
- Eine Beschreibung der Investitur findet man im Tagebuch von Dietrich von Schachten über die Pilgerfahrten des Landgrafen Wilhelm I. von Hessen. Landgraf Wilhelm I. wurde 1491 der Aragonische Kannenorden verliehen, zusammen mit seinem adligen Begleiter.
- Die Fenster in der Stadtpfarrkirche Hall in Tirol zeigen von links nach rechts: einen Orden des Hauses Lancaster, Aragonesischer Kannenorden und Brandenburgischer Schwanenorden.[2]
- Das Allianzwappen des Ritters Christoph Botsch und seiner Frau Barbara Fuchs ist mit mehreren Orden umgeben, darunter der Kannenorden.
- Auf einem Epitaph in der Stadtpfarrkirche von Prunn ist der Aragonische Kannenorden neben anderen Orden dargestellt. Das Epitaph gehört Hans „des Freudigen“ von Fraunberg.
- Im Museum von Treviso  wird ein Grabstein des Giovanni Emo aus dem Jahre 1483 (aus Venedig) aufbewahrt. Hier wird der Drachenorden, der Aragonische Kannenorden und das Abzeichen der Gesellschaft von der Ginsterschote gezeigt.

Auffällig ist, dass mit dem Kannenorden der Drachenorden, der Brandenburgische Schwanenorden und das Zeichen der Dänischen Gesellschaft (zahlreiche Ritterorden werden auch Gesellschaften genannt) vom Drachen gemeinsam gezeigt werden. Auch ist diese Kombination anzutreffen: Aragonischer Kannenorden, Abzeichen der österreichischen Adlergesellschaft, Orden von der Fischschuppe (Kastilien), Livery Collar des Hauses Lancaster.

## Mitglieder
- Alfons V., König von Aragón und Neapel († 1458), Ordensouverän
- Philipp der Gute, Herzog von Burgund († 1467), Aufnahme 1447[3]

Mitglieder im deutschsprachigen Raum:
- Oswald von Wolkenstein, Ritter, Minnesänger, 1415/1432 (1376–1445)
- Hans von Fraunberg († 1428)
- Kaiser Sigismund, 1415 (1368–1437)
- Heinrich Blarer, Bürger von Konstanz († 1476)
- Heinrich Ketzel, Bürger von Nürnberg († 1438)
- Jörg von Volkenstorf, 1448/50
- Ortolf der Ältere von Trenbach († 1475)
- Reinprecht IV. von Walsee († 1450)
- Jörg Perkhaimer, Ritter († 1450)
- Ein Herr von Fladnitz, Ritter (ca. 1459)
- Benedikt von Freising, Ritter, 1451 († 1499)
- Konrad oder Caspar von Scharnachtal (Mitte 15. Jh.)
- Florian von Losenstain, Ritter († 1452)
- Sebastian Ilsung, Bürger von Augsburg, vor 1458.
- Johannes von Perenyi, Ungarn († 1458)
- Kaiser Friedrich III., vor 1459 (1415–1493)
- Hainrich Blarer, Bürger von St. Gallen, 1460.
- Niklaus von Diesbach, Herr von Signau, 2e Hälfte des 15. Jh.
- Ulrich Ketzel, Bürger von Nürnberg, 2e Hälfte des 15. Jh.
- Peter Rieter, Bürger von Nürnberg, 1479.
- Konrad von Grünenberg, 1483
- Bernhard Gradner von Eglisau († 1489)
- Christoph von Hohenfeld (1431–1496)
- Walter von Schwarzenberg der ältere, Bürger von Frankfurt (1413–1491)[4]
- Gabriel Muffel, Bürger von Nürnberg († 1498)
- Kaiser Maximilian I. (1459–1519)
- Christoph Botsch, Ritter, Ende des 15. Jh.
- Landgraf Wilhelm I. von Hessen, 1491 (1466–1515)
- Dietrich von und zu Schachten, Ritter, 1491 († 1503)
- Christian von Hanstein, Ritter, 1491, (†vor 1532)
- Albrecht von Mugk, Ordensritter und Komtur zu Buchs, 1491.
- Daniel Kaufmann, Bürger von St. Gallen, 1491.
- Florian Waldauf von Waldenstein († 1510)
- Degenhart Pfäffinger, Ritter, Herr auf Salmanskirchen und Zangberg, Erbmarschall von Niederbayern, Innerster Kämmerer und Rat in Kursachsen (1471–1519)
- Georg von Ehingen (1428–1508), Reichsritter.
- Hedwig von Sachsen (1445–1511), Äbtissin des Reichsstiftes von Quedlinburg